# WTA-seizoen 2025
Het WTA-seizoen in 2025 bestaat uit de internationale tennistoernooien die door de WTA worden georganiseerd in het kalenderjaar 2025. In onderstaand overzicht zijn voor de overzichtelijkheid ook de grandslamtoernooien en de Billie Jean King Cup toegevoegd, hoewel deze door de ITF worden georganiseerd.

## Legenda

### Categoriekleuren
| Grandslamtoernooien        |
| Eindejaarskampioenschappen |
| WTA 1000                   |
| WTA 500                    |
| WTA 250                    |
| Toernooien voor teams      |

### Codering
De codering voor het aantal deelnemers is als volgt:
"128S/96Q/64D/32X" betekent:
- 128 deelnemers aan hoofdtoernooi vrouwenenkelspel (S)
- 96 deelnemers aan het vrouwenkwalificatietoernooi (Q)
- 64 koppels in het vrouwendubbelspel (D)
- 32 koppels in het gemengd dubbelspel (X)

Alle toernooien worden in principe buiten gespeeld, tenzij anders vermeld.
RR = groepswedstrijden ("round robin"), (i) = indoor (overdekt)

## WTA-toernooikalender

### Januari
| week van              | toernooi                                                                                            | winnares                                     | verliezend finaliste                 | uitslag finale   |         |
| --------------------- | --------------------------------------------------------------------------------------------------- | -------------------------------------------- | ------------------------------------ | ---------------- | ------- |
| 30 december           | United Cup Perth, Sydney, Australië Landenteamcompetitie $ 5.125.000 - hardcourt - 18 teams         | Verenigde Staten – Cori Gauff – Taylor Fritz | Polen – Iga Świątek – Hubert Hurkacz | 2–0              | details |
| 30 december           | Brisbane International Brisbane, Australië WTA 500 $ 1.520.600 - hardcourt - 48S/24Q/16D            | Aryna Sabalenka                              | Polina Koedermetova                  | 4-6, 6-3, 6-2    | details |
| 30 december           | Brisbane International Brisbane, Australië WTA 500 $ 1.520.600 - hardcourt - 48S/24Q/16D            | Mirra Andrejeva Diana Sjnajder               | Priscilla Hon Anna Kalinskaja        | 7-6, 7-5         | details |
| 30 december           | ASB Classic Auckland, Nieuw-Zeeland WTA 250 $ 275.094 - hardcourt - 32S/24Q/16D                     | Clara Tauson                                 | Naomi Osaka                          | 4-6, opg.        | details |
| 30 december           | ASB Classic Auckland, Nieuw-Zeeland WTA 250 $ 275.094 - hardcourt - 32S/24Q/16D                     | Jiang Xinyu Wu Fang-hsien                    | Aleksandra Krunić Sabrina Santamaria | 6-3, 6-4         | details |
| 6 januari             | Adelaide International Adelaide, Australië WTA 500 $ 1.064.510 - hardcourt - 30S/24Q/16D            | Madison Keys                                 | Jessica Pegula                       | 6-3, 4-6, 6-1    | details |
| 6 januari             | Adelaide International Adelaide, Australië WTA 500 $ 1.064.510 - hardcourt - 30S/24Q/16D            | Guo Hanyu Aleksandra Panova                  | Beatriz Haddad Maia Laura Siegemund  | 7-5, 6-4         | details |
| 6 januari             | Hobart International Hobart, Australië WTA 250 $ 275.094 - hardcourt - 32S/24Q/16D                  | McCartney Kessler                            | Elise Mertens                        | 6-4, 3-6, 6-0    | details |
| 6 januari             | Hobart International Hobart, Australië WTA 250 $ 275.094 - hardcourt - 32S/24Q/16D                  | Jiang Xinyu Wu Fang-hsien                    | Monica Niculescu Fanny Stollár       | 6-1, 7-6         | details |
| 13 januari 20 januari | Australian Open Melbourne, Australië ITF grandslamtoernooi A$ 48.250.000 - hardcourt - 128S/64D/32X | Madison Keys                                 | Aryna Sabalenka                      | 6-3, 2-6, 7-5    | details |
| 13 januari 20 januari | Australian Open Melbourne, Australië ITF grandslamtoernooi A$ 48.250.000 - hardcourt - 128S/64D/32X | Kateřina Siniaková Taylor Townsend           | Hsieh Su-wei Jeļena Ostapenko        | 6-2, 6-7, 6-3    | details |
| 13 januari 20 januari | Australian Open Melbourne, Australië ITF grandslamtoernooi A$ 48.250.000 - hardcourt - 128S/64D/32X | Olivia Gadecki John Peers                    | Kimberly Birrell John-Patrick Smith  | 3-6, 6-4, [10-6] | details |
| 27 januari            | Upper Austria Ladies Linz Linz, Oostenrijk WTA 500 $ 1.064.510 - hardcourt (i) - 28S/24Q/16D        | Jekaterina Aleksandrova                      | Dajana Jastremska                    | 6-2, 3-6, 7-5    | details |
| 27 januari            | Upper Austria Ladies Linz Linz, Oostenrijk WTA 500 $ 1.064.510 - hardcourt (i) - 28S/24Q/16D        | Tímea Babos Luisa Stefani                    | Ljoedmyla Kitsjenok Nadija Kitsjenok | 3-6, 7-5, [10-4] | details |
| 27 januari            | Singapore Open Singapore WTA 250 $ 275.094 - hardcourt - 32S/24Q/16D                                | Elise Mertens                                | Ann Li                               | 6-1, 6-4         | details |
| 27 januari            | Singapore Open Singapore WTA 250 $ 275.094 - hardcourt - 32S/24Q/16D                                | Desirae Krawczyk Giuliana Olmos              | Wang Xinyu Zheng Saisai              | 7-5, 6-0         | details |

### Februari
| week van    | toernooi                                                                                                   | winnares                           | verliezend finaliste                  | uitslag finale   |         |
| ----------- | --- | ---------------------------------- | ------------------------------------- | ---------------- | ------- |
| 3 februari  | Mubadala Abu Dhabi Open Abu Dhabi, Ver. Arabische Emiraten WTA 500 $ 1.064.510 - hardcourt - 28S/24Q/16D   | Belinda Bencic                     | Ashlyn Krueger                        | 4-6, 6-1, 6-1    | details |
| 3 februari  | Mubadala Abu Dhabi Open Abu Dhabi, Ver. Arabische Emiraten WTA 500 $ 1.064.510 - hardcourt - 28S/24Q/16D   | Jeļena Ostapenko Ellen Perez       | Kristina Mladenovic Zhang Shuai       | 6-2, 6-1         | details |
| 3 februari  | Transylvania Open Cluj-Napoca, Roemenië WTA 250 $ 275.094 - hardcourt (i) - 32S/24Q/16D                    | Anastasija Potapova                | Lucia Bronzetti                       | 4-6, 6-1, 6-2    | details |
| 3 februari  | Transylvania Open Cluj-Napoca, Roemenië WTA 250 $ 275.094 - hardcourt (i) - 32S/24Q/16D                    | Magali Kempen Anna Sisková         | Jaqueline Cristian Angelica Moratelli | 6-3, 6-1         | details |
| 10 februari | Qatar TotalEnergies Open Doha, Qatar WTA 1000 $ 3.654.963 - hardcourt - 56S/32Q/28D                        | Amanda Anisimova                   | Jeļena Ostapenko                      | 6-4, 6-3         | details |
| 10 februari | Qatar TotalEnergies Open Doha, Qatar WTA 1000 $ 3.654.963 - hardcourt - 56S/32Q/28D                        | Sara Errani Jasmine Paolini        | Jiang Xinyu Wu Fang-hsien             | 7-5, 7-6         | details |
| 17 februari | Dubai Tennis Championships Dubai, Veren. Arabische Emiraten WTA 1000 $ 3.654.963 - hardcourt - 56S/32Q/28D | Mirra Andrejeva                    | Clara Tauson                          | 7-6, 6-1         | details |
| 17 februari | Dubai Tennis Championships Dubai, Veren. Arabische Emiraten WTA 1000 $ 3.654.963 - hardcourt - 56S/32Q/28D | Kateřina Siniaková Taylor Townsend | Hsieh Su-wei Jeļena Ostapenko         | 7-6, 6-4         | details |
| 24 februari | Mérida Open Mérida, Mexico WTA 500 $ 1.064.510 - hardcourt - 28S/24Q/16D                                   | Emma Navarro                       | Emiliana Arango                       | 6-0, 6-0         | details |
| 24 februari | Mérida Open Mérida, Mexico WTA 500 $ 1.064.510 - hardcourt - 28S/24Q/16D                                   | Katarzyna Piter Mayar Sherif       | Anna Danilina Irina Chromatsjova      | 7-6, 7-5         | details |
| 24 februari | ATX Open Austin, Verenigde Staten WTA 250 $ 275.094 - hardcourt - 32S/24Q/16D                              | Jessica Pegula                     | McCartney Kessler                     | 7-5, 6-2         | details |
| 24 februari | ATX Open Austin, Verenigde Staten WTA 250 $ 275.094 - hardcourt - 32S/24Q/16D                              | Anna Blinkova Yuan Yue             | McCartney Kessler Zhang Shuai         | 3-6, 6-1, [10-4] | details |

### Maart
| week van          | toernooi                                                                                       | winnares                           | verliezend finaliste               | uitslag finale   |         |
| ----------------- | ---------------------------------------------------------------------------------------------- | ---------------------------------- | ---------------------------------- | ---------------- | ------- |
| 3 maart 10 maart  | BNP Paribas Open Indian Wells, Verenigde Staten WTA 1000 $ 9.489.532 - hardcourt - 96S/48Q/32D | Mirra Andrejeva                    | Aryna Sabalenka                    | 2-6, 6-4, 6-3    | details |
| 3 maart 10 maart  | BNP Paribas Open Indian Wells, Verenigde Staten WTA 1000 $ 9.489.532 - hardcourt - 96S/48Q/32D | Asia Muhammad Demi Schuurs         | Tereza Mihalíková Olivia Nicholls  | 6-2, 7-6         | details |
| 17 maart 24 maart | Miami Open Miami, Verenigde Staten WTA 1000 $ 8.963.700 - hardcourt - 96S/48Q/32D              | Aryna Sabalenka                    | Jessica Pegula                     | 7-5, 6-2         | details |
| 17 maart 24 maart | Miami Open Miami, Verenigde Staten WTA 1000 $ 8.963.700 - hardcourt - 96S/48Q/32D              | Mirra Andrejeva Diana Sjnajder     | Cristina Bucșa Miyu Kato           | 6-3, 6-7, [10-2] | details |
| 31 maart          | Charleston Open Charleston, Verenigde Staten WTA 500 $ 1.064.510 - gravel - 48S/23Q/16D        | Jessica Pegula                     | Sofia Kenin                        | 6-3, 7-5         | details |
| 31 maart          | Charleston Open Charleston, Verenigde Staten WTA 500 $ 1.064.510 - gravel - 48S/23Q/16D        | Jeļena Ostapenko Erin Routliffe    | Caroline Dolehide Desirae Krawczyk | 6-4, 6-2         | details |
| 31 maart          | Copa Colsanitas Bogotá, Colombia WTA 250 $ 275.094 - gravel - 32S/24Q/16D                      | Camila Osorio                      | Katarzyna Kawa                     | 6-3, 6-3         | details |
| 31 maart          | Copa Colsanitas Bogotá, Colombia WTA 250 $ 275.094 - gravel - 32S/24Q/16D                      | Cristina Bucșa Sara Sorribes Tormo | Irina Maria Bara Laura Pigossi     | 5-7, 6-2, [10-5] | details |

### April
| week van          | toernooi                                                                                      | winnares                                                              | verliezend finaliste                                                                                                  | uitslag finale |         |
| ----------------- | --------------------------------------------------------------------------------------------- | --------------------------------------------------------------------- | --- | --- | ------- |
| 7 april           | ITF Billie Jean King Cup (kwalificatieronde)                                                  | Japan Spanje Verenigde Staten Kazachstan Oekraïne Verenigd Koninkrijk | Canada, Roemenië Tsjechië, Brazilië Slowakije, Denemarken Australië, Colombia Polen, Zwitserland Nederland, Duitsland | Canada, Roemenië Tsjechië, Brazilië Slowakije, Denemarken Australië, Colombia Polen, Zwitserland Nederland, Duitsland | details |
| 14 april          | Porsche Tennis Grand Prix Stuttgart, Duitsland WTA 500 $ 1.064.510 - gravel (i) - 28S/16Q/14D | Jeļena Ostapenko                                                      | Aryna Sabalenka | 6-4, 6-1 | details |
| 14 april          | Porsche Tennis Grand Prix Stuttgart, Duitsland WTA 500 $ 1.064.510 - gravel (i) - 28S/16Q/14D | Gabriela Dabrowski Erin Routliffe                                     | Jekaterina Aleksandrova Zhang Shuai                                                                                   | 6-3, 6-3 | details |
| 14 april          | Open de Rouen Rouen, Frankrijk WTA 250 $ 275.094 - gravel (i) - 32S/24Q/16D                   | Elina Svitolina                                                       | Olga Danilović | 6-4, 7-6 | details |
| 14 april          | Open de Rouen Rouen, Frankrijk WTA 250 $ 275.094 - gravel (i) - 32S/24Q/16D                   | Aleksandra Krunić Sabrina Santamaria                                  | Irina Chromatsjova Linda Nosková                                                                                      | 6-0, 6-4 | details |
| 21 april 28 april | Mutua Madrid Open Madrid, Spanje WTA 1000 $ 8.963.700 - gravel - 96S/48Q/32D                  | Aryna Sabalenka                                                       | Cori Gauff | 6-3, 7-6 | details |
| 21 april 28 april | Mutua Madrid Open Madrid, Spanje WTA 1000 $ 8.963.700 - gravel - 96S/48Q/32D                  | Sorana Cîrstea Anna Kalinskaja                                        | Veronika Koedermetova Elise Mertens                                                                                   | 6-7, 6-2, [12-10] | details |

### Mei
| week van      | toernooi                                                                                       | winnares                       | verliezend finaliste                 | uitslag finale   |         |
| ------------- | ---------------------------------------------------------------------------------------------- | ------------------------------ | ------------------------------------ | ---------------- | ------- |
| 5 mei 12 mei  | Internazionali BNL d'Italia Rome, Italië WTA 1000 $ 6.911.032 - gravel - 96S/48Q/32D           | Jasmine Paolini                | Cori Gauff                           | 6-4, 6-2         | details |
| 5 mei 12 mei  | Internazionali BNL d'Italia Rome, Italië WTA 1000 $ 6.911.032 - gravel - 96S/48Q/32D           | Sara Errani Jasmine Paolini    | Veronika Koedermetova Elise Mertens  | 6-4, 7-5         | details |
| 19 mei        | Internationaux de Strasbourg Straatsburg, Frankrijk WTA 500 $ 1.064.510 - gravel - 28S/16Q/16D | Jelena Rybakina                | Ljoedmila Samsonova                  | 6-1, 6-7, 6-1    | details |
| 19 mei        | Internationaux de Strasbourg Straatsburg, Frankrijk WTA 500 $ 1.064.510 - gravel - 28S/16Q/16D | Tímea Babos Luisa Stefani      | Guo Hanyu Nicole Melichar-Martinez   | 6-3, 6-7, [10-7] | details |
| 19 mei        | GP SAR La Princesse Lalla Meryem Rabat, Marokko WTA 250 $ 275.094 - gravel - 32S/16Q/16D       | Maya Joint                     | Jaqueline Cristian                   | 6-3, 6-2         | details |
| 19 mei        | GP SAR La Princesse Lalla Meryem Rabat, Marokko WTA 250 $ 275.094 - gravel - 32S/16Q/16D       | Maya Joint Oksana Kalasjnikova | Angelica Moratelli Camilla Rosatello | 6-3, 7-5         | details |
| 26 mei 2 juni | Roland Garros Parijs, Frankrijk ITF grandslamtoernooi $ 26.571.500 - gravel - 128S/64D/32X     | Cori Gauff                     | Aryna Sabalenka                      | 6-7, 6-2, 6-4    | details |
| 26 mei 2 juni | Roland Garros Parijs, Frankrijk ITF grandslamtoernooi $ 26.571.500 - gravel - 128S/64D/32X     | Sara Errani Jasmine Paolini    | Anna Danilina Aleksandra Krunić      | 6-4, 2-6, 6-1    | details |
| 26 mei 2 juni | Roland Garros Parijs, Frankrijk ITF grandslamtoernooi $ 26.571.500 - gravel - 128S/64D/32X     | Sara Errani Andrea Vavassori   | Taylor Townsend Evan King            | 6-4, 6-2         | details |

### Juni
| week van | toernooi                                                                                        | winnares                            | verliezend finaliste                         | uitslag finale   |         |
| -------- | ----------------------------------------------------------------------------------------------- | ----------------------------------- | -------------------------------------------- | ---------------- | ------- |
| 9 juni   | Queen's Club Championships Londen, Verenigd Koninkrijk WTA 500 $ 1.415.000 - gras - 28S/24Q/16D | Tatjana Maria                       | Amanda Anisimova                             | 6-3, 6-4         | details |
| 9 juni   | Queen's Club Championships Londen, Verenigd Koninkrijk WTA 500 $ 1.415.000 - gras - 28S/24Q/16D | Asia Muhammad Demi Schuurs          | Anna Danilina Diana Sjnajder                 | 7-5, 6-7, [10-4] | details |
| 9 juni   | Libéma Open Rosmalen, Nederland WTA 250 $ 275.094 - gras - 32S/24Q/16D                          | Elise Mertens                       | Elena Gabriela Ruse                          | 6-3, 7-6         | details |
| 9 juni   | Libéma Open Rosmalen, Nederland WTA 250 $ 275.094 - gras - 32S/24Q/16D                          | Irina Chromatsjova Fanny Stollár    | Nicole Melichar-Martinez Ljoedmila Samsonova | 7-5, 6-3         | details |
| 16 juni  | Berlin Tennis Open Berlijn, Duitsland WTA 500 $ 1.064.510 - gras - 28S/24Q/16D                  | Markéta Vondroušová                 | Wang Xinyu                                   | 7-6, 4-6, 6-2    | details |
| 16 juni  | Berlin Tennis Open Berlijn, Duitsland WTA 500 $ 1.064.510 - gras - 28S/24Q/16D                  | Tereza Mihalíková Olivia Nicholls   | Sara Errani Jasmine Paolini                  | 4−6, 6−2, [10−6] | details |
| 16 juni  | Lexus Nottingham Open Nottingham, Verenigd Koninkrijk WTA 250 $ 275.094 - gras - 32S/24Q/16D    | McCartney Kessler                   | Dajana Jastremska                            | 6-4, 7-5         | details |
| 16 juni  | Lexus Nottingham Open Nottingham, Verenigd Koninkrijk WTA 250 $ 275.094 - gras - 32S/24Q/16D    | Beatriz Haddad Maia Laura Siegemund | Anna Danilina Ena Shibahara                  | 6-3, 6-2         | details |
| 23 juni  | Bad Homburg Open Bad Homburg, Duitsland WTA 500 $ 1.064.510 - gras - 28S/16Q/16D                | Jessica Pegula                      | Iga Świątek                                  | 6-4, 7-5         | details |
| 23 juni  | Bad Homburg Open Bad Homburg, Duitsland WTA 500 $ 1.064.510 - gras - 28S/16Q/16D                | Guo Hanyu Aleksandra Panova         | Ljoedmyla Kitsjenok Ellen Perez              | 4−6, 7−6, [10−5] | details |
| 23 juni  | Lexus Eastbourne Open Eastbourne, Verenigd Koninkrijk WTA 250 $ 389.000 - gras - 32S/24Q/16D    | Maya Joint                          | Alexandra Eala                               | 6-4, 1-6, 7-6    | details |
| 23 juni  | Lexus Eastbourne Open Eastbourne, Verenigd Koninkrijk WTA 250 $ 389.000 - gras - 32S/24Q/16D    | Marie Bouzková Anna Danilina        | Hsieh Su-wei Maya Joint                      | 6-4, 7-5         | details |

### Juli
| week van           | toernooi                                                                                          | winnares                            | verliezend finaliste               | uitslag finale    |         |
| ------------------ | ------------------------------------------------------------------------------------------------- | ----------------------------------- | ---------------------------------- | ----------------- | ------- |
| 30 juni 7 juli     | Wimbledon Londen, Verenigd Koninkrijk ITF grandslamtoernooi £ 25.161.500 - gras 128S/128Q/64D/32X | Iga Świątek                         | Amanda Anisimova                   | 6-0, 6-0          | details |
| 30 juni 7 juli     | Wimbledon Londen, Verenigd Koninkrijk ITF grandslamtoernooi £ 25.161.500 - gras 128S/128Q/64D/32X | Veronika Koedermetova Elise Mertens | Hsieh Su-wei Jeļena Ostapenko      | 3-6, 6-2, 6-4     | details |
| 30 juni 7 juli     | Wimbledon Londen, Verenigd Koninkrijk ITF grandslamtoernooi £ 25.161.500 - gras 128S/128Q/64D/32X | Kateřina Siniaková Sem Verbeek      | Luisa Stefani Joe Salisbury        | 7-6, 7-6          | details |
| 14 juli            | Hamburg Ladies Open Hamburg, Duitsland WTA 250 $ 275.094 - gravel - 32S/24Q/16D                   | Loïs Boisson                        | Anna Bondár                        | 7-5, 6-3          | details |
| 14 juli            | Hamburg Ladies Open Hamburg, Duitsland WTA 250 $ 275.094 - gravel - 32S/24Q/16D                   | Nadija Kitsjenok Makoto Ninomiya    | Anna Bondár Arantxa Rus            | 6-4, 3-6, [11-9]  | details |
| 14 juli            | Iași Open Iași, Roemenië WTA 250 $ 275.094 - gravel - 32S/24Q/16D                                 | Irina-Camelia Begu                  | Jil Teichmann                      | 6-0, 7-5          | details |
| 14 juli            | Iași Open Iași, Roemenië WTA 250 $ 275.094 - gravel - 32S/24Q/16D                                 | Veronika Erjavec Panna Udvardy      | María Lourdes Carlé Simona Waltert | 7-5, 6-3          | details |
| 21 juli            | Mubadala Citi DC Open Washington, Verenigde Staten WTA 500 $ 1.282.951 - hardcourt - 28S/16Q/16D  | Leylah Fernandez                    | Anna Kalinskaja                    | 6-1, 6-2          | details |
| 21 juli            | Mubadala Citi DC Open Washington, Verenigde Staten WTA 500 $ 1.282.951 - hardcourt - 28S/16Q/16D  | Taylor Townsend Zhang Shuai         | Caroline Dolehide Sofia Kenin      | 6-1, 6-1          | details |
| 21 juli            | Prague Open Praag, Tsjechië WTA 250 $ 275.094 - hardcourt - 32S/24Q/16D                           | Marie Bouzková                      | Linda Nosková                      | 2-6, 6-1, 6-3     | details |
| 21 juli            | Prague Open Praag, Tsjechië WTA 250 $ 275.094 - hardcourt - 32S/24Q/16D                           | Nadija Kitsjenok Makoto Ninomiya    | Lucie Havlíčková Laura Samson      | 1-6, 6-4, [10-7]  | details |
| 28 juli 4 augustus | National Bank Open Montréal, Canada WTA 1000 $ 5.152.599 - hardcourt - 96S/32Q/32D                | Victoria Mboko                      | Naomi Osaka                        | 2-6, 6-4, 6-1     | details |
| 28 juli 4 augustus | National Bank Open Montréal, Canada WTA 1000 $ 5.152.599 - hardcourt - 96S/32Q/32D                | Cori Gauff McCartney Kessler        | Taylor Townsend Zhang Shuai        | 6-4, 1-6, [13-11] | details |

### Augustus
| week van                | toernooi                                                                                         | winnares                          | verliezend finaliste        | uitslag finale |         |
| ----------------------- | ------------------------------------------------------------------------------------------------ | --------------------------------- | --------------------------- | -------------- | ------- |
| 4 augustus 11 augustus  | Cincinnati Open Cincinnati, Verenigde Staten WTA 1000 $ 5.152.599 - hardcourt - 96S/48Q/32D      | Iga Świątek                       | Jasmine Paolini             | 7-5, 6-4       | details |
| 4 augustus 11 augustus  | Cincinnati Open Cincinnati, Verenigde Staten WTA 1000 $ 5.152.599 - hardcourt - 96S/48Q/32D      | Gabriela Dabrowski Erin Routliffe | Guo Hanyu Aleksandra Panova | 6-4, 6-3       | details |
| 18 augustus             | Abierto GNP Seguros Monterrey, Mexico WTA 500 $ 1.064.510 - hardcourt - 28S/16Q/16D              |                                   |                             |                | details |
| 18 augustus             | Abierto GNP Seguros Monterrey, Mexico WTA 500 $ 1.064.510 - hardcourt - 28S/16Q/16D              |                                   |                             |                | details |
| 18 augustus             | Tennis in the Land Cleveland, Verenigde Staten WTA 250 $ 275.094 - hardcourt - 32S/16Q/16D       |                                   |                             |                | details |
| 18 augustus             | Tennis in the Land Cleveland, Verenigde Staten WTA 250 $ 275.094 - hardcourt - 32S/16Q/16D       |                                   |                             |                | details |
| 25 augustus 1 september | US Open New York, Verenigde Staten ITF grandslamtoernooi $ 45.000.000 - hardcourt - 128S/64D/16X |                                   |                             |                | details |
| 25 augustus 1 september | US Open New York, Verenigde Staten ITF grandslamtoernooi $ 45.000.000 - hardcourt - 128S/64D/16X |                                   |                             |                | details |
| 25 augustus 1 september | US Open New York, Verenigde Staten ITF grandslamtoernooi $ 45.000.000 - hardcourt - 128S/64D/16X |                                   |                             |                | details |

## Primeurs
Speelsters die in 2025 hun eerste WTA-enkelspeltitel wonnen:
- Aoi Ito (Japan) in Canberra, Australië
- Emiliana Arango (Colombia) in Cancún, Mexico
- Jaqueline Cristian (Roemenië) in Puerto Vallarta, Mexico
- Solana Sierra (Argentinië) in Antalya, Turkije
- Dalma Gálfi (Hongarije) in Oeiras, Portugal
- Maya Joint (Australië) in Rabat, Marokko
- Greet Minnen (België) in Birmingham, VK
- Iva Jovic (VS) in Ilkley, VK
- Tereza Valentová (Tsjechië) in Grado, Italië
- Francesca Jones (VK) in Contrexéville, Frankrijk
- Petra Marčinko (Kroatië) in Rome, Italië
- Victoria Mboko (Canada) in Montréal, Canada